# الطريق الأوروبي E40
الطريق الأوروبي E40 هو أطول طريق أوروبي، يبلغ طوله أكثر من 8000 كيلومتر (4971 ميل)، ويربط كاليه في فرنسا عبر بلجيكا وألمانيا وبولندا وأوكرانيا وروسيا وكازاخستان وأوزبكستان وتركمانستان وقيرغيزستان، مع ريدر في كازاخستان بالقرب من الحدود مع روسيا والصين.